# Ang Lee
Pour les articles homonymes, voir Lee.
 (novembre 2012).
Si vous disposez d'ouvrages ou d'articles de référence ou si vous connaissez des sites web de qualité traitant du thème abordé ici, merci de compléter l'article en donnant les références utiles à sa vérifiabilité et en les liant à la section « Notes et références ».
Ang Lee (chinois : 李安 ; pinyin : Lǐ Ān) est un réalisateur, producteur et scénariste taïwanais, né le 23 octobre 1954 à Pingtung (Taïwan). Il travaille aujourd'hui essentiellement aux États-Unis.
Ang Lee est connu pour la diversité des genres qu'il aborde et sa capacité à changer de style. Ses réalisations comptent notamment des films à grand spectacle, des fresques historiques et des œuvres intimistes. Son travail est largement reconnu par la profession en Europe, en Asie et en Amérique. Le cinéaste est lauréat de trois Oscars à Hollywood : deux du meilleur réalisateur (en 2006 et 2013) et un pour le meilleur film étranger (en 2001), deux Lions d'or à Venise (en 2005 et 2007) et deux Ours d'or à Berlin (en 1993 et 1996).

## Biographie

### Jeunesse et révélation du cinéma asiatique
Né le 23 octobre 1954, Ang Lee grandit à Taïwan dans un village de garnison,, où ses parents se sont installés après avoir quitté la province de Jiangsu, un des centres culturels chinois de la Chine continentale en 1945, après la guerre civile chinoise. Ang Lee étudie le théâtre et le cinéma à l'Académie des arts de Taipei. Il continue sa formation aux États-Unis à l'université de l'Illinois et reçoit ensuite un Master of Fine Arts à l'université de New York où il réalise le moyen métrage Fine Line comme projet de fin d'études. Comme étudiant, il est le camarade de classe de Spike Lee.
Il réalise également un autre moyen métrage, Dim Lake, distingué par le Golden Harvest taïwanais du meilleur film.
Il tourne son premier long métrage en 1992, Pushing Hands, présenté au Festival de Berlin et récompensé par le prix du meilleur film au Festival du film de l'Asie-Pacifique.
Il signe, l'année suivante, le portrait d'un jeune Taïwanais installé à New York, cachant son homosexualité à ses parents, Garçon d'honneur, qui reçoit l'Ours d'or du Festival de Berlin. Le film est ensuite nommé au Golden Globe et à l'Oscar du meilleur film étranger. Ang Lee devient ainsi l'un des premiers réalisateurs à introduire le thème de l'homosexualité dans le cinéma taïwanais.
Peu après, il tourne une autre chronique intimiste sur la famille taïwanaise, Salé, Sucré, également récompensé dans plusieurs festivals.

### Reconnaissance critique en Occident (1995-2009)
En 1995, il se tourne vers l'Occident et réalise au Royaume-Uni, avec une distribution d'acteurs britanniques, son premier film à costumes, Raison et Sentiments, d'après Sense and Sensibility de Jane Austen, qui lui vaut encore de nombreux prix dont un deuxième Ours d'or berlinois. Il continue sur la route des succès hollywoodiens avec la comédie dramatique Ice Storm et la fresque historique Chevauchée avec le diable, qui prend pour cadre la guerre de Sécession.
Il adapte en 2000, de façon moderne pour le public international, le genre wuxia avec Tigre et Dragon, film d'art martiaux mettant en scène plusieurs combats stylisés au temps de la Chine impériale. Triomphe international, le film remporte quatre Oscars en 2001 dont celui du meilleur film étranger. 
Ang Lee s'essaye alors au blockbuster hollywoodien en s'attaquant en 2003 à l'adaptation du comic-book Hulk. Mais cette superproduction ne récolte que 243 millions de dollars dans le monde pour un coût total de 172 (production et promotion).
Changeant complètement de registre, il met en scène Le Secret de Brokeback Mountain, une histoire d'amour entre deux hommes, Ennis del Mar et Jack Twist, dans les montagnes du Wyoming. Ce film dramatique, adapté de la nouvelle d'Annie Proulx, lui vaut le Lion d'or de la Mostra de Venise en 2005 et l'Oscar du meilleur réalisateur l'année suivante.
La plupart de ses films traitent des relations entre tradition et modernité et s'attaquent au problème de l'affirmation par l'individu de ses choix et de ses aspirations face à la norme sociale.
En 2007, Ang Lee réitère l'exploit d'obtenir un deuxième Lion d'or à la 64e Mostra, deux ans seulement après avoir gagné son premier trophée, pour Lust, Caution, un drame historique et érotique se déroulant à Shanghai durant l'occupation japonaise. En 2009, il réalise une comédie ayant pour cadre le Festival de Woodstock : Hôtel Woodstock.

### Confirmation (années 2010)

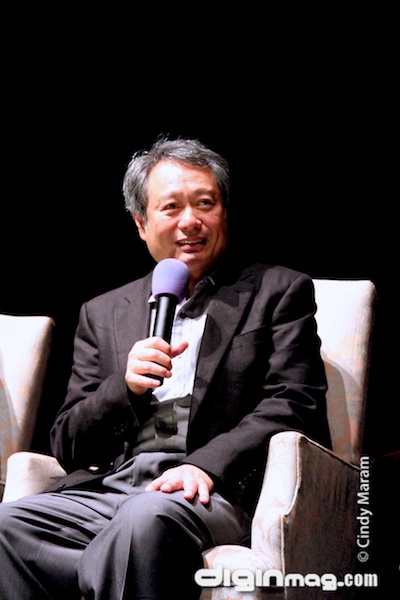
Le cinéaste pour la présentation de Life of Pi, au 35th Mill Valley Film Festival, en octobre 2012.

Pendant plus de trois ans, il travaille ensuite avec Yann Martel sur l'adaptation du roman L'Histoire de Pi narrant le voyage d'un jeune Indien qui, après le naufrage d'un bateau rempli d'animaux sauvages, erre 227 jours sur un canot de sauvetage en compagnie d'un tigre du Bengale. L'Odyssée de Pi, conçu comme une fable initiatique et une ode à l'imaginaire, est en grande partie tourné sur fond vert et les décors sont incrustés plus tard par ordinateur et retouchés à la palette graphique. Des nouvelles techniques de matte painting et de modélisation 3D sont employées. Le film sort en salles fin 2012 et est presque exclusivement exploité en 3D. Les critiques américaines sont très élogieuses et L'Odyssée de Pi réunit 86 % de critiques positives sur le site Rotten Tomatoes. En 2013, l'œuvre gagne quatre Oscars dont celui de la meilleure réalisation.
Ang Lee a présidé le jury de la Mostra de Venise 2009 et fait partie du jury du Festival de Cannes 2013, présidé par Steven Spielberg.
En 2016, il connait en revanche un flop avec le film de guerre Un jour dans la vie de Billy Lynn, une coproduction internationale dont le rôle-titre est joué par un acteur anglais quasi inconnu, Joe Alwyn. Le reste de la distribution de ce treizième long-métrage compte néanmoins Kristen Stewart, Garrett Hedlund, Chris Tucker et Vin Diesel. Les critiques sont aussi très mitigées.
En octobre 2019, il dévoile son quinzième long métrage, qui marque aussi sa première incursion dans la science-fiction : Gemini Man est écrit par une référence du genre, Andrew Niccol, et a pour têtes d'affiche Will Smith et Clive Owen.

## Filmographie

### Réalisateur
- 1991 : Pushing Hands (推手, Tuī Shǒu)
- 1993 : Garçon d'honneur (The Wedding Banquet) (喜宴, Xǐyàn)
- 1994 : Salé, Sucré (飲食男女, yǐn shí nán nǚ)
- 1995 : Raison et Sentiments (Sense and Sensibility)
- 1997 : Ice Storm (The Ice Storm)
- 1999 : Chevauchée avec le diable (Ride with the Devil)
- 2000 : Tigre et Dragon (臥虎藏龍, Wòhǔ Cánglóng)
- 2001 : The Hire : Chosen (court-métrage de 11 minutes pour le constructeur automobile BMW)
- 2003 : Hulk
- 2005 : Le Secret de Brokeback Mountain (Brokeback Mountain)
- 2007 : Lust, caution (色, 戒, Sè, Jiè)
- 2009 : Hôtel Woodstock (Taking Woodstock)
- 2012 : L'Odyssée de Pi (Life of Pi)
- 2016 : Un jour dans la vie de Billy Lynn (Billy Lynn's Long Halftime Walk)
- 2019 : Gemini Man

### Scénariste
- 1991 : Pushing Hands (推手, Tuī Shǒu) (coécrit avec James Schamus)
- 1993 : Garçon d'honneur (喜宴, Xǐyàn) (coécrit avec Neil Peng et James Schamus)
- 1994 : Salé sucré (飲食男女, yǐn shí nán nǚ) (coécrit avec James Schamus et Hui-Ling Wang)
- 1995 : Shao Nu xiao yu (少女小漁), de Sylvia Chang (coécrit avec Sylvia Chang, d'après un roman de Geling Yan)
- 2001 : Tortilla Soup, de María Ripoll (une des premières versions du scénario, réécrit par la suite)

### Producteur
- 1991 : Pushing Hands (推手, Tuī Shǒu)
- 1993 : Garçon d'honneur (喜宴, Xǐyàn)
- 1995 : Shao Nu xiao yu (少女小漁), de Sylvia Chang
- 1997 : Ice Storm (The Ice Storm)
- 2000 : Tigre et Dragon (臥虎藏龍, Wòhǔ Cánglóng)
- 2003 : One last ride, de Tony Vitale (producteur exécutif)
- 2011 : The Hands of Shang-Chi, de Yuen Woo-ping

## Distinctions

### Récompenses
- Ours d'or du meilleur film au festival de Berlin en 1993 pour Garçon d'honneur
- Coup de cœur LTC au Festival du cinéma américain de Deauville 1993 pour Garçon d'honneur
- Ours d'or du meilleur film en 1996 au festival de Berlin pour Raison et sentiments
- Oscar du meilleur film étranger en 2001 pour Tigre et Dragon
- Golden Globe du meilleur réalisateur en 2001 pour Tigre et Dragon
- Golden Globe du meilleur film étranger pour Tigre et Dragon
- Prix du meilleur film et meilleur réalisateur lors des Hong Kong Film Awards 2001 pour Tigre et Dragon
- Lion d'or à la 62e Mostra de Venise pour Brokeback Mountain en 2005
- Golden Globe du meilleur réalisateur en 2006 pour Brokeback Mountain
- Oscar du meilleur réalisateur en 2006 pour Brokeback Mountain
- Lion d'or à la 64e Mostra de Venise pour Lust, caution en 2007
- Prix du meilleur film et meilleur réalisateur en 2012 au Las Vegas Film Critics Society Awards pour L'Odyssée de Pi
- Prix du meilleur réalisateur en 2012 au Kansas City Film Critics Circle Awards pour L'Odyssée de Pi
- Oscar du meilleur réalisateur en 2013 pour L'Odyssée de Pi
- Prix du réalisateur de l'année au London Film Critics Circle Awards en 2013 pour L'Odyssée de Pi
- Praemium Imperiale 2024[5]

### Nominations
- Nommé à l'Oscar du meilleur film étranger en 1994 pour Garçon d'honneur
- Nommé au Golden Globe du meilleur film étranger en 1994 pour Garçon d'honneur
- Nommé en tant que producteur à l'Oscar du meilleur film en 2001 pour Tigre et Dragon
- Nommé à l'Oscar du meilleur réalisateur en 2001 pour Tigre et Dragon
- Nommé au Golden Globe du meilleur réalisateur en 2013 pour L'Odyssée de Pi

### Décoration
- Chevalier de l'ordre des Arts et des Lettres (2012)[6].
- Chevalier de la Légion d'honneur (2021)[7].